# Luigi Vicinanza
Luigi Vicinanza (Castellammare di Stabia, 12 maggio 1956) è un giornalista e politico italiano, presidente del Consiglio di Amministrazione della Fondazione Cives-Mav di Ercolano e sindaco di Castellammare di Stabia dal 10 giugno 2024.

## Biografia
Inizia a lavorare al quindicinale La Voce della Campania come correttore di bozze e successivamente come corrispondente de l'Unità dalla sua città natale. Nel giornale dell'allora Pci ha lavorato fino al novembre 1989, nella redazione di Napoli prima e successivamente in quella centrale a Roma, dove è stato responsabile del servizio interni. In questi anni si occupa di politica, lavoro e sindacato, cronaca nera e cronaca giudiziaria.
Nel dicembre 1989 è passato a la Repubblica come caposervizio in cronaca nazionale prima e in seguito come vice caporedattore all'ufficio centrale del quotidiano romano. Dal 1994 al 2004 ha diretto la redazione napoletana de la Repubblica, con una parentesi a Il Mattino di Napoli (1998-2000) come vicedirettore.
Nel 2004 viene nominato direttore responsabile del quotidiano La Città di Salerno, giornale locale del Gruppo Espresso e due anni dopo del quotidiano dell'Abruzzo Il Centro, con sede a Pescara. Dopo il terremoto dell'Aquila nell'aprile del 2009, il quotidiano racconta gli eventi e pubblica il memoriale delle 309 vittime. Per quel progetto editoriale è tra i finalisti degli Online Journalism Awards promossi dall'Online News Association (ONA). Il lavoro svolto alla guida de Il Centro gli vale nel 2009 il premio direttore dell'anno, organizzato dalla Gazzetta di Parma.
Nel 2010 diventa direttore editoriale dei 18 giornali locali Finegil/Gruppo Espresso, un capillare sistema di informazione cittadina e provinciale in dieci regioni italiane, di cui è stato anche consigliere d'amministrazione. Nello stesso anno gli viene conferito il premio nazionale Paolo Borsellino per la legalità. Secondo il dizionario Treccani ha coniato il neologismo mediasettizzato, scrivendolo per la prima volta nel 2001 in un suo articolo su la Repubblica.
Il 9 ottobre 2014 viene nominato come direttore responsabile del settimanale l'Espresso. Sotto la sua direzione il settimanale pubblica i LuxLeaks, le informazioni relative alle disinvolte pratiche fiscali adottate in Lussemburgo negli anni in cui è stato primo ministro Jean-Claude Juncker; la lista Falciani sui conti segreti degli italiani in Svizzera; i Panama Papers nell'aprile 2016 sulle società offshore costituite all'estero.
Nel luglio 2016 lascia la direzione de l'Espresso, di cui resta editorialista. Dall'ottobre 2016 al maggio 2019 è direttore de Il Tirreno di Livorno.
Da maggio 2019 al maggio 2020 è stato condirettore editoriale di Gedi News Network, divisione informazione del Gruppo GEDI.
Dal 2018 ricopre il ruolo di presidente del Consiglio d’Amministrazione della Fondazione Cives-Mav di Ercolano.
Si candida alle elezioni amministrative del 2024 come sindaco di Castellamare di Stabia, comune sciolto per infiltrazioni camorristiche, con il sostegno di una larga coalizione di centro-sinistra composta da Partito Democratico, Movimento 5 Stelle, Azione, Alleanza Verdi e Sinistra e 10 liste civiche venendo eletto al primo turno.

## Premi
- 2009 - Premio Baldassarre Molossi, categoria Direttore dell'anno
- 2010 - Premio Nazionale Paolo Borsellino
- 2015 - Premio Città di Napoli
- 2016 - Premio Biagio Agnes categoria stampa periodica
- 2021 - Premio Capo D'Orlando, categoria comunicazione multimediale